# Roland E. Fischer
Roland E. Fischer (* 1960 in Bayreuth) ist ein deutscher adventistischer Theologe.

## Leben
Er studierte adventistische Theologie in Darmstadt (Seminar Marienhöhe), USA (Andrews University) und Friedensau (ThHF). Nach der Ordination zum Pastor 1988 und der Promotion in Religionswissenschaften 2007 an der Universität Bayreuth war er Pastor und Seelsorger in der Freikirche der Siebenten-Tags-Adventisten. Er lehrt seit 2011 als Professor für Praktische Theologie an der Theologischen Hochschule Friedensau und ist seit 2016 deren Rektor.

## Schriften (Auswahl)
- Bildung im Gottesdienst. Das Bibelgespräch der Adventgemeinde. Frankfurt 2008.
- Gott ist größer als unser Herz. Eine seelsorgerliche Lektüre des 1. Johannesbriefes. Saarbrücken 2013.
- mit Bernhard Oestreich: Predigtanalysen für die Gemeindepraxis. Berlin 2015.
- Freikirchliche pastorale Weiterbildung. Am Beispiel der Siebenten-Tags-Adventisten. Berlin 2015.